# Подбородколист Петерса
Подбородколист Петерса, или подбородколистый листонос (лат. Mormoops megalophylla) — вид рукокрылых млекопитающих семейства подбородколистые, обитающий в Северной и Южной Америке.
Общая длина от 85 до 97 мм, длина хвоста 26 мм, длина задней ступни 10 мм, длина предплечья 54 мм. Масса тела 15—16 г. Окраска меха красновато-коричневая или других оттенков коричневого.
Днём скрывается в глубоких пещерах карстовых регионов, где висит отдельно от своих соседей на расстоянии около 15 см, в колониях численностью до 500 тысяч, но, как правило, лишь нескольких особей. Активен в ночное время. Питается насекомыми, в основном крупными мотыльками. Часто охотится над водой, по лесным опушкам, прогалинам или на открытых пространствах. Самки рождают одного детёныша в год, в период с апреля по июнь.
Вид распространён в Белизе, Венесуэле, Гватемале, Гондурасе, Колумбии, Эквадоре, Сальвадоре, Мексике, Перу, Тринидаде и Тобаго, США (Техас). Высота местообитаний примерно до 3000 м в Андах.
Угрозу для вида представляет нарушение мест обитания, особенно коммерческое использование пещер. Вид обитает в природоохранных районах.